# 15727 Ianmorison
15727 Ianmorison (1990 TO9) là một tiểu hành tinh vành đai chính được phát hiện ngày 10 tháng 10 năm 1990 bởi L. D. Schmadel và F. Borngen ở Tautenburg. Nó được đặt theo tên Ian Morison, Gresham Professor of Astronomy, Gresham College, London. He is also associated with Jodcast podcast.